# Pep Ventura (metrostation)
Pep Ventura is een metrostation van de metro van Barcelona en ligt in de gemeente Badalona en is nu het noordelijke eindstation van L2.
Het station werd in 1985 geopend, toen nog lijn 4, die tot daar verlengd werd vanaf La Pau. Maar in 2002 werd dat gedeelte deel van lijn 2.
Dit station ligt onder Avinguda del Marquès de Mont-roig, naast Plaça Pep Ventura, in Badalona. De lijn wordt verder verlengd in deze stad en de metropool Barcelona richting station Badalona centre.